# Кулеметний ковпак
Кулеметний ковпак — польове укріплення стандартного розміру, яке швидко зводиться. Він міг бути цілісним або складатися з окремих частин. Виготовлявся з металу, багатошаровим — метал-пісок-метал, або із залізобетону. Металеві ковпаки ще називали[хто?] БОТами (рос. бронированная огневая точка), залізобетонні — ЖБОТами (рос. железобетонная огневая точка).

## Історія
Будівництво доту — справа недешева і довготривала. Зведення простого доту типу МС на один кулемет (наприклад ДОТ № 301 (КиУР)) вимагало риття котловану 105 м³, об'єм бетону 65 м³ і 2409 людино-годин трудомісткості.
Не можна вкрити кожного кулеметника у ДОТ. Маневрова війна може потребувати споруджувати зміцнення там, де до війни військовим це в голову не могло прийти (наприклад, навколо Москви).
Рішенням цих проблем і став кулеметний ковпак. Він міг виготовлятися в тилу, причому серійно. Привозився на передову і швидко встановлювався. Типовий залізобетонний ковпак був розроблений в проектно-конструкторському бюро Головного військово-інженерного управління військовими інженерами С. В. Барсуковим, П. К. Бузником і Л. Н. Нікольським. Згодом він був включений в альбом типових конструкцій ГВІУ і в настанову для інженерних військ з польової фортифікації. Застосовувалися і ковпаки інших конструкцій.

## Конструкція
Типовий залізобетонний ковпак мав діаметр 1700 мм, висоту 900 мм і товщину стінок 130 мм. Висота амбразури становила 370—400 мм, ширина — 400—500 мм. Обсяг залізобетону 0,8 м³. Вага від 1300 до 2000 кг в залежності від марки бетону. Необхідний об'єм котловану 10 м³. Трудомісткість виготовлення 60 людино-годин, час монтажу при наявності крана 0,5 години.
У даху ковпака передбачалося отвір для окопного перископа. У деяких ковпаках робили не тільки амбразуру, а й вихід. Петлі арматури виходили назовні як монтажні. Внутрішня опалубка пов'язувалася з арматурою і залишалася в готовому виробі як противовідкол.
Металевий ковпак при тих же розмірах і товщині стінок 35 — 40 мм важив до 2000 кг.
Багатошаровий ковпак складався з двох металевих ковпаків з товщиною стінки 6 — 8 мм, між якими забивалася прошарок піску 150 мм. Важив до 2000 кг.
На позиції ковпак встановлювався на підставу. Як правило, це був зруб, але застосовували і бетонний «підсклянник». У зрубі встановлювався стіл для кулемета. Сам ковпак обсипався землею, так само як кулеметні гнізда типу «Барбет» і ТАУТи. У всіх цих споруд товщина бетонної стінки недостатня для надійного захисту гарнізону навіть від осколків (400 мм за нормами тих років).

## Бойове застосування
Застосовувалися масово, буквально тисячами Червоною армією і обмежено — Вермахтом. Даних наскільки дана конструкція ефективніше за звичайний ДЗОТ немає.
На випробуваннях кращі результати показав суцільний металевий ковпак, гірші — залізобетонний. Він не тримав чергу з автоматичної зброї, коли все кулі потрапляють більш менш в одну точку.

## Повоєнне використання
Після війни використовувалися часто як бетонні судини — поїлки для худоби, компостні ями.
Під Подольськом знайдений водотік, складений з кулеметних ковпаків.
В Великих Луках ковпаки, що використовувалися спочатку Червоною армією, потім Вермахтом, покладені в основу греблі.
Мало які ковпаки збереглися на своїх позиціях. Але навколо них, як правило, відсутнє земляне обвалування, спотворюючи зовнішній вигляд споруди.

## Галерея
|                  |
| Білогородка КиУР |

|                  |
| Білогородка КиУР |

|                     |
| Сестрорецький рубіж |

|                     |
| Сестрорецький рубіж |

|              |
| Долгопрудний |

|         |
| Колпіно |